# Kučići
Kučići är en ort i Bosnien och Hercegovina.   Den ligger i entiteten Federationen Bosnien och Hercegovina, i den centrala delen av landet, 40 km nordväst om huvudstaden Sarajevo. Kučići ligger 696 meter över havet och antalet invånare är 396.
Terrängen runt Kučići är kuperad.Runt Kučići är det ganska tätbefolkat, med 93 invånare per kvadratkilometer.. Närmaste större samhälle är Zenica, 15,1 km väster om Kučići. 
Omgivningarna runt Kučići är en mosaik av jordbruksmark och naturlig växtlighet.